# Аренас-де-Ігунья
Аренас-де-Ігунья (ісп. Arenas de Iguña) — муніципалітет в Іспанії, у складі автономної спільноти Кантабрія. Населення — 1837 осіб (2009).
Муніципалітет розташований на відстані близько 310 км на північ від Мадрида, 36 км на південний захід від Сантандера.
На території муніципалітету розташовані такі населені пункти: Аренас-де-Ігунья (адміністративний центр), Бостронісо, Коїньйо, Лас-Фрагуас, Лос-Льярес, Паласіо, Педредо, Сан-Крістобаль, Сан-Хуан-де-Райседо, Сан-Вісенте-де-Леон, Санта-Агеда, Ла-Серна.

## Демографія
Динаміка населення (INE ):

## Галерея зображень

Розташування муніципалітету